# Cássio Ramos
Pour les articles homonymes, voir Cassio.
Cássio Ramos, aussi appelé Cássio, né le 6 juin 1987 à Veranópolis, est un footballeur international brésilien. Il joue au poste de gardien de but avec le Cruzeiro EC.

## Biographie

### Carrière en club
Cassio a commencé sa carrière en tant que professionnel au Grêmio , après avoir été découvert dans la ville de Veranópolis. Il a été promu au club professionnel en 2005. Il ne joue qu'un match. Deux saisons plus tard, il quitte le Brésil pour les Pays-Bas.
Il évolue de 2007 à 2011 au PSV Eindhoven, ne jouant que cinq matchs ; il sera d'ailleurs prêté en 2009 au Sparta Rotterdam où il compte 14 apparitions en championnat. Il résilie son contrat avec le PSV à l'amiable en 2011 et retourne au Brésil, s'engageant avec le SC Corinthians.
Il devient titulaire en 2012 et remporte la Copa Libertadores 2012 ainsi que la Coupe du monde des clubs de la FIFA 2012 où il se voit décerner le Ballon d'or récompensant le meilleur joueur de la compétition.
Durant six saisons, il est le gardien titulaire du SC Corinthians. Le 2 août 2017, il dispute son 300e avec le SC Corinthians. Sur ces 300 matchs, il aura effectué 145 clean sheets. 

### Carrière internationale
Durant l'été 2007, il disputa la  la Coupe du monde des moins de 20 ans au Canada avec la sélection brésilienne, éliminée en huitièmes de finale. 
Il est considéré par le peuple brésilien comme l'un des meilleurs gardiens auriverdes actuels mais reste cependant toujours à l'écart de la sélection brésilienne. 
Il a été convoqué trois fois en équipe nationale (en 2007, 2012 et 2015) mais n'a jamais disputé un seul match.
Il est convoqué avec le Brésil le 10 août 2017 pour les matchs d'éliminatoires de la Coupe du Monde 2018 contre l'Équateur et la Colombie.
Le 14 mai 2018, Cassio  fait partie de la liste des joueurs brésiliens convoqués par le sélectionneur Tite pour participer à la Coupe du monde 2018 en Russie.  
Il remporta avec sa sélection la Copa América 2019.  

## Palmarès

### En club
- Vainqueur du Championnat du Rio Grande do Sul de football en 2006 avec Grêmio ;
- Vainqueur de Eredivisie 2007/08 avec le PSV Eindhoven ;
- Vainqueur du Championnat de São Paulo de football 2013, 2017, 2018 et 2019 avec les Corinthians ;
- Vainqueur du Recopa Sudamericana 2013 avec les Corinthians ;
- Vainqueur de la Copa Libertadores en 2012 avec les Corinthians ;
- Vainqueur de la Coupe du monde des clubs en 2012 avec les Corinthians ;
- Élu meilleur joueur de la Coupe du monde des clubs 2012 ;
- Championnat du Brésil : 2015 et 2017.

### En sélection
- Vainqueur de la Copa America 2019.